# Hypocladia parcipuncta
Hypocladia parcipuncta là một loài bướm đêm thuộc phân họ Arctiinae, họ Erebidae.